# Skansen-Akvariet
Skansen-Akvariet is een tropenhuis in de Zweedse hoofdstad Stockholm. Het bevindt zich op het terrein van het openluchtmuseum Skansen, maar er dient apart entreegeld voor betaald te worden. 

## Geschiedenis
Het Skansen-Akvariet bevindt zich in het voormalige Djurhuset van Skansen, waar vanaf 1924 door het openluchtmusem onder meer apen werden gehouden. Nadat het gebouw in bezit was gekomen van Jonas Wahlström, werd in 1978 het Skansen-Akvariet geopend. 

## Beschrijving
Het Skansen-Akvariet omvat diverse aquaria en terraria voor reptielen, kikkers, geleedpotigen en tropische vissen. Daarnaast zijn er verblijven voor Cubaanse krokodillen en verschillende soorten zoogdieren, waaronder mantelbavianen, breedneusapen en mangoesten.